# Francisco Rafael de Uhagón y Guardamino
Francisco Rafael (de) Uhagón (y) Guardamino, I marquès de Laurencín (Bilbao, 5 de novembre de 1858 - Madrid, 21 de desembre de 1927) fou un jurista, historiador, escriptor i polític espanyol de la Restauració, pare de Luis de Uhagón y Barrio, II marquès de Laurencín, i de María del Socorro, marquesa de Llobregat.

## Biografia
La seva família pertanyia a l'alta burgesia de negocis biscaina; era fill de Félix de Uhagón Aguirre Olea y Laurencín i Emilia de Guardamino y Castañares. Es va llicenciar en dret a la Universitat Central de Madrid (1870), on també es va doctorar en 1877. Després es va consagrar a estudiar la història, la legislació i la genealogia entre els segles XV i XVII. Membre electe de la Reial Acadèmia de la Història el 21 de gener de 1898, va prendre possessió el 25 de març del mateix any i va dirigir aquesta institució a partir de 1918 en substitució del pare Fidel Fita. El 9 de maig de 1902 li va ser atorgat el títol de marquès de Laurencín per la reina regent durant la minoria d'edat del rei Alfons XIII, Maria Cristina d'Habsburg-Lorena, expressament creat per a ell. Va ser membre de nombroses societats científiques i senador des de 1905 a 1923, excepte en els anys 1908-1910, pel Partit Liberal Fusionista de Sagasta i la Reial Acadèmia de la Història; va arribar a ser nomenat secretari tercer i primer del Senat i va col·laborar a Revista de España, Revista Contemporánea, La Ilustración Española y Americana, Euskal Erria, Euskalerriaren Alde i el Boletín de la Real Academia de la Historia, publicant molts treballs de recerca sobre arxius guipuscoans i dels Ordes militars, heràldica i història; també va editar importants documents i textos històrics i literaris i alguns altres de menor importància sobre tauromàquia, cinegètica i falconeria.
Es va casar amb Julia Barrio y Jiménez. Alguns mesos abans de la seva mort va vendre la seva biblioteca al llibreter i bibliòfil Pedro Vindel, qui va editar un catàleg el títol: Catálogo de una colección de cien obras procedentes de la biblioteca del... Marqués de Laurencín (Madrid, 1929). Vindel va vendre després aquesta biblioteca sencera a Ramón Rodríguez.
Va ser Conseller d'Instrucció Pública, Secretari de la Societat de Bibliòfils Espanyols, soci de la Geogràfica de Madrid i membre de la Junta Iconogràfica Nacional, de la Hispanic Society i de l'Acadèmia Nacional d'Història de Cuba.
I també va ser membre corresponent de l'Acadèmia Sevillana de Bones Lletres i de la Reial Acadèmia de les Bones Lletres de Barcelona, així com membre honorari de la Societat Geogràfica de Lisboa i de la Societat Arqueològica de Bèlgica.
Va ser ministre del Consell i Tribunal dels Ordes militars i majordom de setmana del rei Alfons XIII des de 1893.

## Condecoracions
- Cavaller gran creu de l'Orde d'Isabel la Catòlica (1894).
- Gran creu de l'Orde del Mèrit Naval (1897).
- Gran creu de l'Orde d'Alfons XII (1906).
- Cavaller de la gran creu de l'Orde de la Corona d'Itàlia (1923)

## Obres

### Jurídiques
- Sobre la influencia que la acumulación ó división excesiva de la propiedad territorial ejercen en la prosperidad ó decadencia de la agricultura en España. (Memoria laureada con el Accéssit por la Real Academia de Ciencias Morales y Políticas en el Concurso Ordinario de 1873), Madrid: Imp. y Libr. de Eduardo Martinez, 1876.

### Edicions
- Relaciones Históricas de los siglos XVI y XVII, Madrid: Sociedad de Bibliófilos Españoles (Imp. de la Vda. e Hijos de M. Tello), 1896.
- Edición y comentarios de Lope de Rueda, Comedia llamada discordia y question de amor, en la qual se trata en subido metro y conceptos muy sentidos, la inconstancia de amor y sus variables efectos. Madrid: Señora viuda e hijos de Manuel Tello, 1902.
- Luis Barahona de Soto, Diálogos de la montería: manuscrito inédito de la Real Academia de la Historia. Madrid: Real Academia de la Historia - Sociedad de Bibliófilos Españoles, 1890.
- Introd. a Alonso Jerónimo de Salas Barbadillo, Dos novelas ("El Cortesano descortés" y "El Necio bien afortunado". Madrid: Sociedad de Bibliófilos Españoles, 1894.
- Rodrigo Sánchez de Arévalo, Verjel de los Príncipes, Madrid, Viuda e hijos de Tello, 1900.
- Relación de los festines que se celebraron en el Vaticano con motivo de las bodas de Lucrecia Borgia con Don Alonso de Aragón, príncipe de Salerno, duque de Biseglia, hijo natural de D. Alonso, rey de Nápoles, año 1498: acrecentada con noticias y aclaraciones Madrid: Real Academia de la Historia, 1916.
- Embajada a Marruecos en el siglo XVI: relación de todo lo succedido al embaxador Vanegas de Córdova en el viaje que hizo a Marruecos.... Madrid: Boletín de la Real Academia de la Historia, 1908.
- Un cancionero del siglo XV con varias poesías inéditas, Madrid: Revista de Archivos, Bibliotecas y Museos, 1900.

### Història
- Don Agustín de Montiano y Luyando (1697-1764), Primer Director de la Real Academia de la Historia. Noticias y documentos. Madrid, Tipografía de la «Revista de Archivos, Bibliotecas y Museos», 1926.
- La Iglesia y Los Toros. Antigüos documentos Religioso-Taurinos sacados o luz. Madrid Ricardo Fe, 1888.
- Órdenes militares. Discurso leído ante la Real Academia de la Historia. Madrid: Real Academia de la Historia, 1898.
- Mossèn Diego de Valera y el "Árbol de Batallas" Madrid: Fortanet, 1920.
- Documentos inéditos referentes al poeta Garcilaso de la Vega. Madrid, Boletín de la Real Academia de la Historia, 1915.
- Una traducción castellana desconocida de la Divina Comedia (De la Revista de Archivos, Bibliotecas y Museos). Madrid: Est. Tip. de la Viudad é hijos de M. Tello, 1901.
- El Doctor Thebussem [i. e., Mariano Pardo de Figueroa y de la Serna]. Recuerdos é intimidades, Madrid, 1917.
- Los libros de cetreria del canciller Pero López de Ayala, de Juan de Sant-Fahagún y de Don Fadrique de Zúñiga y Sotomayor, noticias reunidas, Madrid, [R. Fé], 1889.
- Los Uhagón, señores de Hoditegui, Madrid, Fortanet, 1908.
- Los Almirantes de Aragón: datos para su cronología Madrid: Fortanet, 1919.
- El Santo Cristo de María Stuart que hoy pertenece a S. M. La Reina Regente. Noticias y documentos M., Revista de Archivos, Bibliotecas y Muesos, 1901.
- Artículos varios. Madrid: Imprenta Clásica Española, [1918], 2 vols.
- Artículos varios, 3. Madrid: Impr. clásica española, 1919.
- Artículos varios, 4., 1922.
- Nobiliario de los conquistadores de indias, Madrid: Tipografía de "El progreso editorial", 1892.
- Índice de los Documentos de la Orden de Calatrava existentes en el Archivo Histórico Nacional. Del Boletín de la Real Academia de Historia, etc. Madrid, 1899.
- Amb Vicente Vignau y Ballester, Índice de pruebas de los caballeros que han vestido el hábito de Calatrava, Alcántara y Montesa desde el siglo XVI hasta la fecha; Madrid, Est. tip. de la viuda é hijos de M. Tello, 1903.
- Desafío entre Don Rodrigo de Benavides hijo del conde de Santisteban del Puerto, y Ricardo de Merode, señor de Fretzen por los amores de Madama de Grammont en el año de 1556. Madrid, Estabalcimeinto tipográfico de Fortanet, 1902.
- La Patria de Colón: según los documentos de las órdenes militares Madrid: Librería de Fernando Fé, 1892.
- Don Alonso de Ercilla y la Orden de Santiago. Madrid: [s. n.], 1895.
- Viñuelas [descripción histórica de esta dehesa y monte] Madrid, [s.n.], 1899.
- La Ovandina de don Pedro Mexía de Ovando Madrid: Establecimiento Tipográfico de Fortanet, 1901.
- Libro de la Cofradía de Caballeros de Santiago de la Fuente fundada por los burgaleses en tiempo de D. Alfonso XI: noticia bibliográfica Madrid: Revista de Archivos, Bibliotecas, Museos, 1904.
- Enrique IV y la excelente señora llamada vulgarmente doña Juana la Beltraneja: informe, Madrid: Establecimiento Tipográfico de Fortanet, 1913
- Discurso leído en la sesión inaugural del II Congreso de Historia y Geografía Hispano-americano, celebrada en Sevilla en 1 de Mayo de 1921, por el Excmo. Sr. Marqués de Laurencin, Madrid Jaime Ratés 1921.
- Amb Enrique de Leguina, barón de la Vega de Hoz, Estudios bibliográficos. La caza, Madrid, 1888.